# Municipalidad Provincial del Callao
La Municipalidad Provincial del Callao es el órgano de gobierno local de la provincia constitucional del Callao y el distrito del Callao. Su sede es la ciudad del Callao, capital de la provincia.

## Historia
Se desconoce la fecha exacta de fundación de la ciudad del Callao. Sin embargo, ya en los primeros mapas del Perú aparece esta ciudad portuaria. En el mapa de 1635 del cartógrafo Guiljelmus Blaeuw (1571-1638), se le consigna como “V. Del Callao” (Villa del Callao), así como Lima, figura como “V. Lima” o “Los Reyes”. Por la cercanía a la capital peruana, durante el Virreinato del Perú fue coloquialmente conocido como el Puerto de Lima o el Callao de Lima. Según el cronista indígena Felipe Guamán Poma de Ayala, ya desde esa época era Callao el puerto principal, no solo del Perú, sino de toda la costa occidental de Hispanoamérica.
El Callao había sido poblado por españoles en 1535, cuando en enero de ese año desembarcaron en el puerto, los navíos que el conquistador Pedro de Alvarado vendió a Pizarro y Almagro. El 6 de marzo de 1537 el español Diego Ruiz obtuvo licencia para inaugurar un tambo en el puerto de Lima. En 1555 se inicia la construcción del primer barrio español, al año siguiente el virrey Andrés Hurtado de Mendoza nombra como primer alcalde del puerto a don Francisco López. El cabildo de Lima lo reconoce entregándole la vara de la justicia, signo de su autoridad municipal.
Sin embargo, la primera autoridad edilicia del puerto fue Cristóbal Garzón, quien fue “Alguacil de Puerto” habiendo sido nombrado por el “Alguacil mayor de Lima” don Juan Astudillo Montenegro.
En una sesión del 8 de marzo de 1834, la Convención Nacional presidida por Francisco Xavier de Luna Pizarro condecora a El Callao como “La Fiel y Generosa Ciudad del Callao, Asilo de las Leyes y de la Libertad”, como premio por defender al gobierno del general Luis José de Orbegoso contra las pretensiones golpistas del general Pedro Bermúdez. El 20 de agosto de 1836, durante la Confederación Perú-Boliviana, el presidente Andrés de Santa Cruz dispuso la creación de la Provincia Litoral del Callao.
En 1856 Manuel Ignacio de Vivanco organizó una rebelión contra la presidencia provisoria de Ramón Castilla en uno de cuyos episodios intentó desembarcar en Callao para tomar Lima. Dice Basadre:

Vivanco y su ejército amanecieron un día frente al Callao. No se produjo en la capital el movimiento prometido. Vivanco careció de la capacidad ofensiva necesaria para desembarcar y los rebeldes se dirigieron al norte. Castilla, en un gesto osado, se embarcó en su busca en un viejo barco mercante y los persiguió hasta Lambayeque y Piura. Los barcos rebeldes Loa y Tumbes hicieron un registro en un mercante inglés embargando su cargamento que contenía armas y municiones; pero la flotilla inglesa que vigilaba las costas del Pacífico los apresó. Se embarcaron de nuevo Vivanco y sus tropas en los buques restantes e intentaron un desembarco en el Callao el 22 de abril. El vecindario de ese puerto pudo rechazarlos, y en el recuerdo de la jornada, la región recibió el nombre de «provincia constitucional», porque, frente al reaccionarismo de Vivanco, Castilla enarboló en esta guerra civil, la bandera de la constitucionalidad. (Basadre, PI, 159)

## Organización
De conformidad con lo señalado en la Ley Orgánica de Municipalidades, las municipalidades están conformadas por el consejo municipal y la alcaldía, los mismos que son elegidos por votación popular cada cuatro años. 

### Concejo Municipal
El Concejo Provincial del Callao está integrado por el alcalde del Callao y 15 regidores. según lo dispuesto por el Jurado Nacional de Elecciones. Los regidores son determinados de manera proporcional a los resultados obtenidos en las elecciones municipales. El actual consejo provincial está conformado por Félix Moreno Roldán, Acosta Begazo Guillermo Jorge, Alexander Miguel Callán Callán, Villareyes Dávila Andrés Miguel, Carlos Humberto Martínez Hernández, Alberto Alejandro Bobadilla Galindo Salcedo Barrientos Vda. de Garnique Aida Avelina, Gloria Elizabeth Lara Ávila, Bonelli Torero Rosa María, Alvarado Gallardo Juan Carlos, Pérez Bernal Julio César, Castro Quintanilla Victor Enrique, Neciosup Medina Manuel Abel y Maicelo Espejo Felipe Javier.

### Alcalde
El alcalde es el órgano ejecutivo de la municipalidad a la vez que su representante legal y máxima autoridad administrativa. Conforme a los resultados de la elección municipal del 2022, el actual alcalde es Pedro Spadaro del Movimiento Regional Contigo Callao.
Conforme a la ley orgánica de municipalidades, la administración municipal encabezada por el alcalde tiene una estructura gerencial encabezada por una Gerencia Municipal y, además, una Oficina de Auditoría Interna, una Procuraduría Pública Municipal, una Oficina de Asesoría Jurídica y una Oficina de Planeamiento y Presupuesto. Los demás órganos de línea, apoyo y asesoría son determinados por cada gobierno local conforme a sus necesidades.

## Gerencias Municipales
- Gerencia Municipal
- Gerencia General de Asesoría en Gestión Municipal
- Gerencia General de Auditoría Interna
- Gerencia General de Planeamiento, Presupuesto y Racionalización
- Secretaría General
- Gerencia General de Administración
- Gerencia General de Administración Tributaria y Rentas
- Gerencia de Informática
- Gerencia General de Protección del Medio Ambiente
- Gerencia General de Participación Vecinal
- Gerencia General de Servicios Sociales y Culturales
- Gerencia General de Asentamientos Humanos
- Gerencia General de Seguridad Ciudadana
- Gerencia General de Desarrollo Económico Local y Comercialización
- Gerencia General de Desarrollo Urbano
- Gerencia General de Transporte Urbano
- Gerencia General de Programas Sociales
- Gerencia General de Salud

## Empresas municipales
- Empresa de Servicios de Limpieza Pública (Eslimp)
- Fondo Municipal de Inversiones del Callao (Finver Callao)